# Life (musikalbum av Simply Red)
Life är den brittiska gruppen Simply Reds femte studioalbum, utgivet den 24 oktober 1995. Albumet nådde förstaplatsen på UK Albums Chart, och singeln "Fairground" nådde förstaplatsen på UK Singles Chart.

## Låtlista
1. You Make Me Believe – 3:53
2. So Many People – 5:21
3. Lives and Loves – 3:22
4. Fairground – 5:33
5. Never Never Love – 4:21
6. So Beautiful – 5:00
7. Hillside Avenue – 4:46
8. Remembering the First Time – 4:44
9. Out on the Range – 6:02
10. We're in This Together – 4:17

## Singlar
- "Fairground" (18 september 1995)
- "Remembering the First Time" (1995)
- "Never Never Love" (1996)
- "We're in This Together" (1996)

## Medverkande
- Mick Hucknall – sång, bakgrundssång, gitarr, elbas, stråkarrangemang
- Fritz McIntyre – keyboard, bakgrundssång
- Ian Kirkham – saxofon, EWI, keyboard
- Heitor T P – gitarr
- Dee Johnson – bakgrundssång